# Stanley Hawley

Stanley Hawley

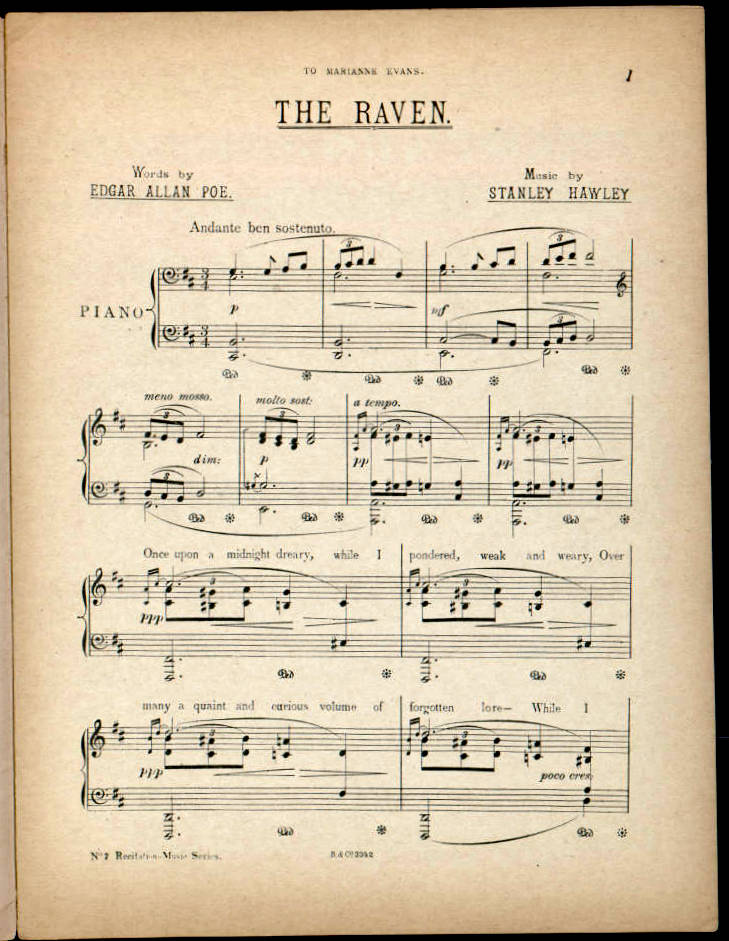
1. Seite von Hawleys Partitur für Edgar Allan Poes The Raven

Harry Stanley Hawley, FRAM (* 17. Mai 1867 in Ilkeston, Derbyshire; † 13. Juni 1916 ebenda) war ein britischer Pianist und Komponist.

## Leben und Werk
Hawleys Vater war Schlachter in der mittelenglischen Kleinstadt und starb noch vor dem ersten Geburtstag seines Sohnes. Mit 16 erhielt Hawley ein Stipendium zum Besuch der Royal Academy of Music in London, deren Fellow er später war. Dort gehörten u. a. Arthur O’Leary und Ebenezer Prout zu seinen Lehrern. 1890 erhielt er als erster die Medaille der Worshipful Company of Musicians und durfte im selben Jahr Queen Victoria in deren Sommerresidenz Osborne House auf der Isle of Wight vorspielen.
Hawley war später als Musikdirektor am Kingsway Theatre in London sowie als Sekretär der Royal Philharmonic Society tätig. In den 1890ern komponierte er insbesondere Rezitative mit Piano-Begleitung für bekannte englischsprachige Gedichte. Hawley war einer der Musiker, die zwischen dem 10. August und dem 5. Oktober 1895 an den ersten Proms (in der Londoner Queen’s Hall) teilnahmen. Er trat zwei Mal auf: Am 2. Oktober begleitete er die Uraufführung seiner Eigenkomposition für Edgar Allan Poes Gedicht The Bells und wiederholte das Stück am 5. Oktober bei der Last Night of the Proms.
Als der norwegische Komponist Edvard Grieg einmal eines seiner Klavierstücke von Hawley hatte spielen hören, war er sehr beeindruckt und sagte, Hawley spiele besser Klavier als er selbst. Hawley war als Begleitmusiker am Piano sehr gefragt und tourte mit vielen großen Solo-Musikern seiner Zeit, darunter der Bratschist Lionel Tertis und der Bariton David Ffrangcon-Davies nicht nur in seinem Heimatland, sondern auch in den USA und Europa, darunter auch Deutschland.
Hawley war Ende des 19. Jahrhunderts in Großbritannien v. a. für die von ihm für Pianobegleitung komponierten kammermusikalischen Rezitative von Gedichten folgender Schriftsteller bekannt:
- Edgar Allan Poe (Die Glocken, Lenore und Der Rabe)
- Lizette Woodworth Reese (The Death Potion)
- Alfred, Lord Tennyson (The Sisters)
- Rose Hartwick Thorpe (Curfew Must Not Ring Tonight)

1916 wurde bei Hawley ein Blutgerinnsel im Gehirn festgestellt. Kurz darauf starb er im Haus seiner Schwester in seiner Geburtsstadt Ilkeston.
Ein Gedenkkonzert fand in der Wigmore Hall unter der Leitung von Henry Wood statt. Lena Ashwell, der Hawley einige seiner Werke gewidmet hatte, trug dabei einige seiner Rezitative vor. Der franko-amerikanische Maler Frank Mura schuf ein Öl-Portrait Hawleys, dass Hawleys Erben 1919 der Royal Academy of Music übergaben, wo es sich noch heute befindet.